# Tyloxoles boholicus
Tyloxoles boholicus là một loài bọ cánh cứng trong họ Cerambycidae.